# Trujillo (delstat)
 For alternative betydninger, se Trujillo. (Se også artikler, som begynder med Trujillo)
Trujillo er en af Venezuelas 23 delstater (estados) og er beliggende i den vestlige del af landet. Delstaten er underinddelt i 20 kommuner (municipios) og 82 sogn (parroquias), hvilket gør det til den mest politisk inddelte delstat i landet. Dens hovedstad har samme navn.
9°25′N 70°30′V / 9.42°N 70.5°V